# Hernán Vidaurre
Hernán Vidaurre Torres (Pucallpa, 8 de diciembre de 1965) es un comediante, imitador, locutor de radio y actor peruano.

## Biografía
En agosto de 1995, ingresó a Panamericana Televisión donde condujo el programa concursó , Trampolín a la fama (como Augusto Ferrando) como invitado y participó en el programa cómico Risas y salsa.
En enero de 1997, ingresó a América Televisión donde condujo el programa Risas de América que duró hasta en agosto de 1999.
En marzo de 2000, ingresó a Panamericana Televisión donde condujo el programa cómico 24 minutos, junto a sus compañeros Guillermo Rossini y Fernando Armas que duró hasta en julio de 2003.
En agosto de 2003, ingresó a América Televisión donde condujo el programa cómico Noti-ríase, junto a Fernando Armas, Guillermo Rossini y Giovanna Castro que duró hasta en julio de 2004.
En marzo de 2005, ingresó a Panamericana Televisión donde condujo el programa cómico El torpedo.
En diciembre de 2005, ingresó a la conducción de su espacio para el Grupo ATV donde condujo los programas de televisión como Que tal mañana, QTM te pone al día, Ponte al día y El noticioso que duró hasta en mayo de 2013. Caso que se repitió en 2016.
Actualmente participa en el programa Los chistosos de Radio Programas del Perú, desde 1994, junto a Manolo Rojas y su expareja Giovanna Castro; y anteriormente junto a Guillermo Rossini y Fernando Armas.
El 1 de septiembre de 2020, tendrá un programa en la emisora de cumbia La Mega 96.7.

## Personajes
- "Galán García" o "Ego Pereira" (imitación de Alan García)[7]
- "Alberto Yuquimori" (imitación de Alberto Fujimori)[8]
- "Pancho Tudela" (imitación de Francisco Tudela)
- "Luis Castañuela" (imitación de Luis Castañeda)
- "Monique Fardo" (imitación de Monique Pardo)
- "Nicolás de a Luca" (imitación de Nicolás Lúcar)
- "Alejandro Choledo" (imitación de Alejandro Toledo)[9]
- "Vladi Montesinicos" (imitación de Vladimiro Montesinos)
- El animal de la naturaleza[10]
- El corresponsal de Pucallpa[11]
- Dr. Max Sano[12] (inspirado en Max Álvarez)[13]
- Imitación de Ricardo Arjona[14]
- "El profe Gareca" (imitación de Ricardo Gareca)[8]
- Imitación de Raphael
- Imitación de Camilo Sesto
- Imitación de Andrea Bocelli
- "Martín Vizcacha" o "Martín Vizcacharra" (imitación de Martín Vizcarra)[15]
- "Yesenia Monse" (imitación de Yesenia Ponce)
- "Loboricio Mulder" (imitación de Mauricio Mulder)
- "Julio te arde" (imitación de Julio Velarde)[8]
- Imitación de Christian Domínguez
- Imitación de Pedro Pablo Kuczynski
- Imitación de Héctor Becerril
- Imitación de José Domingo Pérez[16]
- "Quijote Sagasti" (imitación de Francisco Sagasti)[17]

## Filmografía

### Televisión
- Risas y salsa (1996) — Panamericana Televisión
- Risas de América (1997-1998) — América Televisión
- 24 minutos (2000-2003) — Panamericana Televisión
- 24 minutazos (2001-2002) — Panamericana Televisión
- Cueros y carcajadas (2002) — Panamericana Televisión
- Noti-ríase (2003-2004) — América Televisión
- El torpedo (2005) — Panamericana Televisión
- QTM te ponte al día (2006) — Andina de Televisión
- Ponte al día (2008-2010) — Andina de Televisión / Red Global
- Tres al día (2009) — Panamericana Televisión
- El noticioso (2010-2013) — Global Televisión
- Paren esta vaina (2015- 2016) — Panamericana Televisión

### Radio
- Los chistosos (1994-act.) — RPP
- Conexión (2017-presente) — RPP

### Cine
- El candidato (2016)